# يسيد سييرا
يسيد سييرا (بالإنجليزية: Yecid Sierra)‏ (و. 1994  م) هو راكب دراجة هوائية كولومبي، شارك في طواف كوميونيداد مدريد 2017، وفولتا أستورياس 2017.

## سجل الفوز

### سباقات أو مراحل فاز بها
| التاريخ        | السباق                                 | المركز                                          |
| -------------- | -------------------------------------- | ----------------------------------------------- |
| 25 مارس 2018   | طواف لانكاوي 2018                      | الثامن في تصنيف الجبال                          |
| 15 أبريل 2018  | 2018 Volta Internacional Cova da Beira | الثاني في تصنيف الجبال                          |
| 04 أغسطس 2018  | طواف بحيرة تشينغهاي 2018               | الثالث في تصنيف الجبال، الخامس في التصنيف العام |
| 14 أكتوبر 2018 | طواف تركيا الرئاسي 2018                | السادس في تصنيف الجبال                          |
| 06 أبريل 2019  | غران بريمو ميغيل إندوراين 2019         | المرتبة 20 في التصنيف العام                     |
| 27 يوليو 2019  | طواف بحيرة تشينغهاي 2019               | الخامس في التصنيف العام                         |
| 06 أكتوبر 2019 | طواف إيران 2019                        | العاشر في التصنيف العام                         |
| 17 أبريل 2022  | 2022 Vuelta del Uruguay                | العاشر في التصنيف العام                         |
| 12 يونيو 2022  | فولتا كولومبيا 2022                    | الرابع في تصنيف الجبال                          |

## روابط خارجية
- يسيد سييرا على موقع الاتحاد الدولي للدراجات (الإنجليزية)
- يسيد سييرا على موقع أرشيف الدراجات (الإنجليزية)
- يسيد سييرا على موقع إحصائيات الدراجات الإحترافية (الإنجليزية)
- يسيد سييرا على موقع نسبة الدراجات (الإنجليزية)